# 長野県道116号上境温井線
長野県道116号上境温井線（ながのけんどう116ごう かみざかいぬくいせん）は、長野県飯山市を走る一般県道。

## 概要

### 路線データ
- 起点：飯山市大字一山字上境（長野県道408号箕作飯山線交点）
- 終点：飯山市大字一山字温井（長野県道95号上越飯山線交点）

## 交差・接続する道路
- 長野県道408号箕作飯山線 - 飯山市大字一山字上境（起点）
- 長野県道95号上越飯山線 - 飯山市大字一山字温井（終点）